# Wem
Wem är en stad i civil parish Wem Urban, i kommunen Shropshire i grevskapet Shropshire, i England. Orten har 5 142 invånare (2001). Wem var en civil parish fram till 1900 när blev den en del av Wem Urban och Wem Rural. Civil parish hade 3 796 invånare år 1891. Staden nämndes i Domedagsboken (Domesday Book) år 1086, och kallades då Weme.